# Сото, Умберто
Умберто Сото (исп. Humberto Soto; 11 мая 1980 года, в Лос-Мочисе, Мексика) — мексиканский боксёр-профессионал. Экс-чемпион мира в двух весовых категориях.

## Профессиональная карьера
Дебютировал на профессиональном ринге 26 сентября 1997 года, одержав победу по очкам.
13 июля 2002 года проиграл по очкам экс-чемпиону мира в полулёгком весе Кевину Келли.
17 сентября 2004 года встретился с Хорхе Солисом. Поединок был признан несостоявшимся.

### Чемпионский бой сРокки Хуаресом
20 августа 2005 года встретился с Рокки Хуаресом в бою за титул временного чемпиона мира WBC в полулёгком весе. Поединок продлился все 12 раундов. Судьи единогласно отдали победу Сото: 114/112 и 114/113 (дважды). Для Хуареса это поражение стало первым в карьере.

### Чемпионский бой сХоаном Гузманом
17 ноября 2007 года вышел на бой против чемпиона мира во втором полулёгком весе по версии WBO не имеющего поражений доминиканца Хоана Гузмана. Чемпион одержал уверенную победу по очкам: 118/110 и 117/111 (дважды).

### Чемпионский бой сФрансиско Лоренцо
28 июня 2008 года встретился с доминиканцем Франсиско Лоренцо за титул временного чемпиона мира WBC во втором полулёгком весе. Сото был дисквалифицирован, победителем объявлен Лоренцо. Решение было очень спорным и WBC не стал присуждать Лоренцо титул.

### Чемпионский бой сГамалиэлем Диасом
11 октября 2008 года снова вышел на бой за титул временного чемпиона мира WBC во втором полулёгком весе. На этот раз его противником был мексиканец Гамалиэль Диас. Сото одержал уверенную победу.

### Второй бой сФрансиско Лоренцо
20 декабря 2008 года состоялся матч-реванш между Сото и Лоренцо. На кону был вакантный титул чемпиона мира WBC во втором полулёгком весе. Сото одержал победу по очкам с большим отрывом: 118/108 и 117/109 (дважды).

### Защиты титула
28 марта 2009 года нокаутировал в 4-м раунде Антонио Дэвиса.
2 мая 2009 года нокаутировал в 9-м раунде Бенуа Годе.
15 сентября 2009 года нокаутировал во 2-м раунде Аристидиса Переса.
Сото оставил свой титул и поднялся в лёгкий вес. 19 декабря 2009 года в рейтинговом бою победил по очкам экс-чемпиона мира в двух весовых категориях Хесуса Чавеса.

### Чемпионский бой сДэвидом Диасом
13 марта 2010 года встретился с Дэвидом Диасом. На кону стоял вакантный титул чемпиона мира в лёгком весе по версии WBC. Сото выиграл по очкам и стал чемпионом мира во второй весовой категории.

### Защиты титула
15 мая 2010 года победил Рикардо Домингеса.
18 сентября 2010 года победил Фиделя Муньоса.
4 декабря 2010 года победил Урбано Антильона.
25 июня 2011 года победил Мотоки Сасаки. Вскоре после этого Сото оставил свой титул.
23 июня 2012 года потерпел досрочное поражение от аргентинца Лукаса Матиссе.
23 февраля 2019 года победил экс-чемпиона мира американца Брэндона Риоса.
26 апреля 2019 года проиграл нокаутом в 6-м раунде экс-чемпиону мира в двух весовых категориях американцу Джесси Варгасу.

## Титулы
- Временный чемпион мира в полулёгкой весовой категории (WBC, 2005—2006).
- Временный чемпион мира во второй полулёгкой весовой категории (WBC, 2008).
- Чемпион мира во второй полулёгкой весовой категории (WBC, 2008—2010).
- Чемпион мира в лёгкой весовой категории (WBC, 2010—2011).